# Ronald Mukiibi
Ronald Brian Ddungu Mukiibi (Göteborg, 16 settembre 1991) è un calciatore svedese naturalizzato ugandese, difensore del Ljungskile in prestito dall'Utsiktens BK, e della nazionale ugandese.

## Carriera

### Club
La prima parte della sua carriera senior si è sviluppata in squadre della zona di Göteborg. La prima è stata il Qviding, con le quattro presenze collezionate nel corso del campionato di Division 1 del 2010. Nel 2011, con la squadra ripescata in Superettan, Mukiibi è stato mandato in prestito al Gunnilse in Division 2, la quarta serie del calcio svedese. Rientrato al Qviding, club di appartenenza, il giocatore ha disputato due stagioni in Division 1.
Insieme al compagno di squadra Alexander Jeremejeff, a partire dal gennaio 2014 Mukiibi è passato dal Qviding all'Häcken, altro club con sede nell'area di Göteborg, con cui ha avuto modo di collezionare la prima presenza in Allsvenskan: quella del 28 settembre 2014 sul campo del Kalmar è stata però la sua unica partita giocata in quel campionato.
Visto il poco spazio a disposizione, a pochi giorni dall'inizio del campionato 2015 viene girato in prestito per un anno in Superettan all'Östersund. A fine stagione la squadra ha trovato una storica promozione in Allsvenskan, e Mukiibi è diventato un giocatore dell'Östersund a titolo definitivo in virtù dell'accordo tra i due club. Nonostante il salto nella massima serie, ha continuato a giocare titolare con una certa regolarità e ha fatto parte della rosa che nell'estate 2017 si è qualificata alla fase a gironi di Europa League.
È rimasto in squadra fino al 30 giugno 2021, quindi ha deciso di non rinnovare il proprio contratto in scadenza e di lasciare il club dopo aver collezionato 148 presenze ufficiali nei 6 anni e mezzo con il club rossonero. Rimasto senza contratto per due mesi e mezzo, il 15 settembre è tornato ufficialmente ad essere un giocatore dell'Östersund per un breve periodo, fino a dicembre, mese in cui la squadra ha giocato l'ultima partita in Allsvenskan prima di una retrocessione che era già matematica da più di un mese.
Nel gennaio 2022 Mukiibi ha firmato un biennale a parametro zero con il Degerfors, rimanendo dunque a giocare nella massima serie. In campionato tuttavia è riuscito a collezionare solo tre presenze nelle prime tre giornate, poi non ha più fatto parte della squadra complici alcuni problemi fisici.
Svincolato in anticipo rispetto all'originale scadenza contrattuale che aveva con il Degerfors, nel gennaio 2023 Mukiibi è sceso nel campionato di Superettan firmando a parametro zero con l'Utsiktens BK, squadra con sede nella città di Göteborg. In quell'edizione del torneo ha collezionato 16 presenze, ma nel corso del campionato 2024 non è mai stato utilizzato in neppure un'occasione, fintanto che il 17 agosto si è trasferito in prestito al Ljungskile, formazione che in qual momento si trovava in zona retrocessione nella terza serie nazionale.

### Nazionale
A Mukiibi era stato proposto di partecipare alla Coppa d'Africa 2017 con la maglia dell'Uganda con cui non aveva mai giocato, ma il giocatore ha rifiutato la convocazione, salvo poi tornare sui suoi passi 2 anni più tardi in occasione della Coppa d'Africa 2019.

## Palmarès

### Club

#### Competizioni nazionali
- Coppa di Svezia: 1

Östersund: 2016-2017